# Kalhuhuraa (Laamu-atol)
Kalhuhuraa is een van de onbewoonde eilanden van het Laamu-atol behorende tot de Maldiven.